# Fernando Olaizola Gorbea
Fernando Olaizola Gorbea (San Sebastián 1926 - Madrid 2007) fue un médico otorrinolaringólogo español.
Impulsó la otorrinolaringología en España introduciendo y desarrollando varias técnicas quirúrgicas utilizadas en Europa.

## Biografía y trayectoria profesional
Nació en San Sebastián (España) en 1926.
Cursó la carrera de medicina en la Universidad de Valladolid entre 1944 y 1950.
Se especializó en otorrinolaringología en  varios servicios hospitalarios de Francia, Inglaterra e Italia.
Volvió a  España en 1952, y en Madrid completó la especialización en el Instituto Nacional de Medicina e Higiene de la Seguridad en el Trabajo, dentro del servicio de Otorrinolaringología. 
En 1965 fue nombrado Jefe del Servicio de Otoneurología del Instituto de Ciencias Neurológicas en Madrid  y en 1970 pasó al Servicio de Otorrinolaringología de la Clínica del Trabajo de la Seguridad Social en Madrid , como Jefe de Servicio.
Destacó como creador y divulgador de diversas técnicas quirúrgicas  como el Macroantro o La Isopresión", en el Vértigo de Menière.
Fue el introductor en España de varias técnicas quirúrgicas como la vía transtemporal para la extirpación de los neurinomas del acústico y del trasplante de tímpano y martillo conservado.